# Pterostylis alveata
Pterostylis alveata là một loài thực vật có hoa trong họ Lan. Loài này được Garnet miêu tả khoa học đầu tiên năm 1939.